# 名和武
名和 武（なわ たけし、1892年(明治25年)11月28日 - 1972年(昭和47年)6月22日）は、日本の海軍軍人。海軍技術士官として主に蓄電池の開発に業績を残した海軍技術中将である。特D型蓄電池の開発で海軍技術有功章を受章。

## 生涯
福井県出身。父は海軍大将名和又八郎で、その長男。又八郎は旧小浜藩藩士の武久家に生まれ、同藩士名和家の養子となった。この名和家は南北朝時代の武将として知られる名和長年の後裔と伝えられる家である。名和の長男は海軍兵学校（海兵70期）出身の海軍大尉。滝川具和は伯父（母の兄）。
経歴

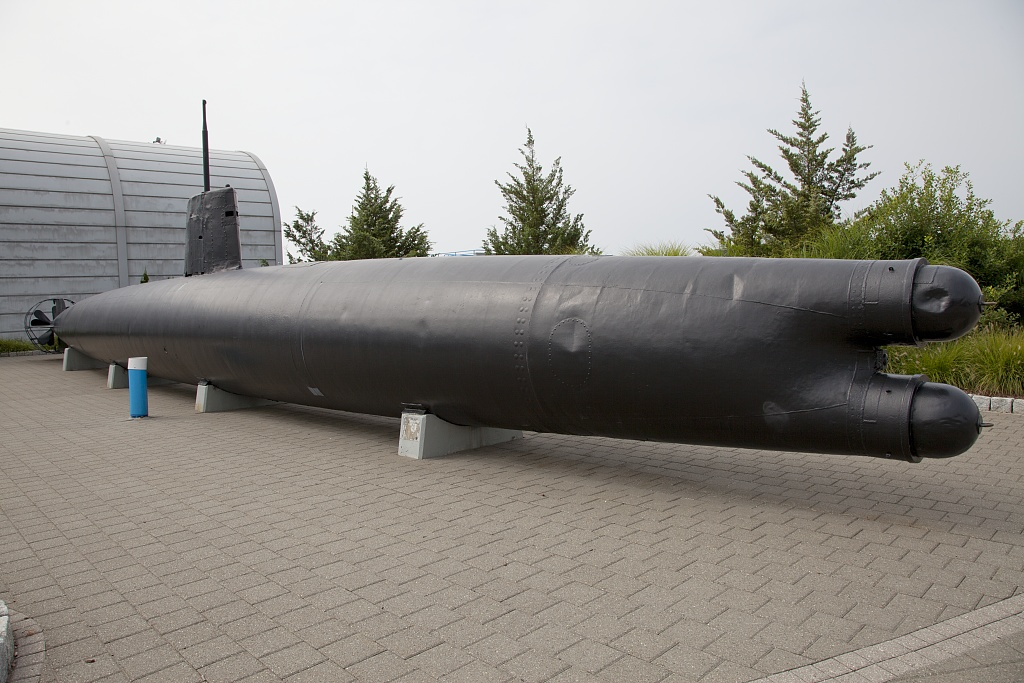
特D型蓄電池を搭載した甲標的

暁星中学、一高を経て、1917年（大正6年）東京帝大工学部電気工学科を卒業し、造兵中技師（中尉相当）に任官した。造兵士官は兵器開発に従事する技術系士官で、のちに造船、造機と併せて技術士官と改称される。名和は蓄電池の研究に従事することとなり、海軍大学校選科学生として2年強にわたり母校の理学部で化学を専攻した。1923年（大正12年）から2年弱、造兵監督官として仏国滞在。1925年（大正14年）12月に横須賀海軍工廠造兵部員となり、同電池実験部員、同部長を歴任。この間特殊潜航艇（甲標的）の開発に際し電気関係を担当した。呉海軍工廠電気部長を経て、1940年（昭和15年）11月、造兵少将に昇進。翌年に艦政本部で通信や電気部門を担当する第三部の部長に就任した。第三部長は兵科、機関科出身の将官が補職される職位であったが、技術士官である名和の就任は例外に属する。太平洋戦争中は電波兵器関係の部長職にあり、技術研究所電波研究部長、兼電気研究部長、第2技術廠電波兵器部長を務め、1945年（昭和20年）11月、予備役となった。艦本の部長職から電波研究部長への転任は職制上は格下げになるが、この補職は難題を抱えてた電波研究所に名和の人柄と統率力が必要であったためである。1948年（昭和23年）3月31日、公職追放仮指定を受けた。
戦後は海軍技術関係者の就職に尽力し、自らは松下幸之助の招きで松下電器の顧問となり、無報酬で技術指導を行った。
1955年（昭和30年）9月24日、防衛庁顧問に就任している。
電池開発
名和は尉官時代から電池開発に従事し、潜水艦用蓄電池開発の指導者であった。1931年（昭和6年）、岸本鹿子治大佐は特殊潜航艇の開発を発案し、岸本を委員長、朝熊利英を設計主任、片山有樹を船殻担当とする試作委員会が設けられ、名和は電池担当として参加した。特殊潜航艇の動力としては電池のみ、ディーゼルのみ、併用の三案があったが、海軍大臣の岡田啓介は最も安価な電池のみとする案を採用する。その電池として名和の開発した小型かつ大容量の特D型蓄電池が採用され、特殊潜航艇の開発成功につながった。
戦中の日本海軍は水中高速を実現すべく｢伊201型｣潜水艦を建造し、これに応じた大容量電池の開発が行われたが間に合わなかった。このため特D型蓄電池を搭載したが、その数は2088個にのぼり整備に困難を来たした。

## 家族
- 父・名和又八郎 (1864-1928)[11]
- 母・こと（1872-） ‐ 滝川具和の妹[11]
- 妻・和（1898-） ‐ 田口謙吉の長女。日本女子大学校師範家政科出身。[12]
- 長男は海軍兵学校（海兵70期）出身の海軍大尉。
- 長女・和喜子 ‐ 緒方竹虎の二男・緒方研二の妻。聖心女子学院高等科卒。[13]